# Гарай да Силва, Педро Раул
Педро Раул Гарай да Силва, более известный как просто Педро Раул (порт.-браз. Pedro Raul Garay da Silva; род. 5 ноября 1996, Порту-Алегри) — бразильский футболист, нападающий клуба «Коринтианс».

## Карьера
Родился в Порту-Алегри в 1996 году. Начинал карьеру в местном «Крузейро». В 2016 году на правах аренды выступал за «Айморе» в Суперкубке Гаушу. По возвращении в родной клуб Педро Раул провёл всего два матча в Лиге Гаушу и затем перешёл в португальскую «Виторию» из Гимарайнша. В Португалии он играл за фарм-клуб «Витории», выступавший во Второй лиге.
21 января 2019 года стало известно, что нападающий присоединится к клубу бразильской Серии Б «Атлетико Гоияниенсе». Он хорошо проявил себя в играх за команду, забив в 47 матчах во всех турнирах 14 голов. По итогам сезона «Атлетико» получил право повышения в классе, а также одержал победу в Лиге Гояно.
Зимой 2020 года Педро Раул присоединился к «Ботафого». В сезоне 2020 он провёл 39 матчей и забил 12 голов. В контракте футболиста был пункт об автоматическом продлении в случае, если он сыграет в 60 % встреч команды. Чтобы сделать это, «Ботафого» должен был заплатить 1,5 млн евро, и клуб принял решение продать нападающего в японский «Касива Рейсол» за 10 млн бразильских реалов. Педро Раул медленно адаптировался к новой стране, а также почти сразу после прибытия получил травму плеча, поэтому редко появлялся на поле в официальных матчах.
20 сентября 2021 года игрок был арендован мексиканским «Хуаресом». В декабре он покинул клуб и 31 января 2022 года перешёл в бразильский «Гояс».
В новом клубе форвард набрал отличную форму, стал игроком стартового состава и в Серии А забил 19 голов, став вторым бомбардиром лиги после Хермана Кано. Нападающего похвалил тренер сборной Бразилии Тите. 14 ноября стало известно, что он покинет команду. Уверенные выступления Педро Рауля привлекли внимание «Васко да Гамы». Клуб из Рио-де-Жанейро выкупил его из «Касивы Рейсол» за 2 млн долларов.

## Статистика выступлений
| Клуб                    | Сезон            | Чемпионат        | Чемпионат | Чемпионат | Штат | Штат | Кубок | Кубок | Международные | Международные | Другие | Другие | Всего | Всего |
| Клуб                    | Сезон            | Лига             | Игры      | Голы      | Игры | Голы | Игры  | Голы  | Игры          | Голы          | Игры   | Голы   | Игры  | Голы  |
| ----------------------- | ---------------- | ---------------- | --------- | --------- | ---- | ---- | ----- | ----- | ------------- | ------------- | ------ | ------ | ----- | ----- |
| Айморе                  | 2016             | Лига Гаушу       | —         | —         | 0    | 0    | —     | —     | —             | —             | 11     | 2      | 11    | 2     |
| Крузейро (Порту-Алегри) | 2017             | Лига Гаушу       | —         | —         | 2    | 0    | —     | —     | —             | —             | —      | —      | 2     | 0     |
| Витория Б               | 2017/18          | Вторая лига      | 15        | 4         | —    | —    | —     | —     | —             | —             | —      | —      | 15    | 4     |
| Витория Б               | 2018/19          | Вторая лига      | 9         | 0         | —    | —    | —     | —     | —             | —             | —      | —      | 9     | 0     |
| Витория Б               | Всего            | Всего            | 24        | 4         | —    | —    | —     | —     | —             | —             | —      | —      | 24    | 4     |
| Атлетико Гоияниенсе     | 2019             | Серия Б          | 35        | 8         | 9    | 4    | 3     | 2     | —             | —             | —      | —      | 47    | 14    |
| Ботафого                | 2020             | Серия Б          | 25        | 7         | 7    | 4    | 7     | 1     | —             | —             | —      | —      | 39    | 12    |
| Касива Рейсол           | 2021             | Джей-лига        | 8         | 3         | —    | —    | 1     | 0     | —             | —             | 2      | 0      | 11    | 3     |
| Хуарес                  | 2021/22          | Лига MX          | 7         | 2         | —    | —    | —     | —     | —             | —             | —      | —      | 7     | 2     |
| Гояс                    | 2022             | Серия А          | 34        | 19        | 11   | 7    | 5     | 0     | —             | —             | —      | —      | 50    | 26    |
| Всего за карьеру        | Всего за карьеру | Всего за карьеру | 133       | 43        | 29   | 15   | 16    | 3     | 0             | 0             | 12     | 2      | 190   | 63    |

1. ↑  Игры в Суперкубке Гаушу
2. ↑  Игры в Кубке Джей-лиги

## Достижения
- Команда сезона Серии А: 2022[16].